# Minamiaso
Minamiaso (南阿蘇村?, Minamiaso-mura) è un villaggio giapponese della prefettura di Kumamoto. È stato uno dei centri più colpiti dal terremoto di Kumamoto del 2016; solo a Minamiaso morirono 15 persone e i danni materiali furono ingentissimi.